# Alouette de Cobourg
Pour les articles homonymes, voir Alouette.
L'alouette de Cobourg (Coburger Lerche) est une race de pigeon domestique originaire des environs de Cobourg en Allemagne. Elle est classée dans la catégorie des pigeons de forme. Elle doit son nom d'« alouette » à son port horizontal et allongé.

## Histoire
Les éleveurs du duché de Saxe-Cobourg et Gotha ont sélectionné cette race au tournant du XIXe siècle et du XXe siècle, sans doute à partir du bouvreuil allemand. Elle se rencontrait fréquemment avant la Seconde Guerre mondiale en Allemagne et en Europe centrale, où elle était élevée pour sa chair. C'est aujourd'hui une race bien présente dans les expositions avicoles partout en Europe.

## Description
C'est un pigeon de grande taille, vigoureux au port horizontal. Élevé à l'origine pour sa chair, il est beaucoup plus gros que le pigeon biset dont il descend, et doit faire idéalement un peu moins ou un peu plus de 850 grammes, avec une envergure minimum de 80 cm. Sa tête est légère, un peu voûtée, et allongée avec un front étroit et un bec long et mince. Ses yeux sont orangé. Sa poitrine est large et sa queue longue. Ses pattes de couleur rouge sont de longueur moyenne et nettement dégagées. Les mâles ont tendance à être plus légers que les femelles.
Le coloris de son plumage - toujours délicatement pastel - est uniquement argenté avec trois variétés : barrée, non barrée, écaillée. Les deux premières variétés ont une couleur de fond plus claire que la variété écaillée. Un reflet vert apparaît sur le cou et le bas de sa gorge est ocre. C'est un pigeon actif, familier et fort prolifique.

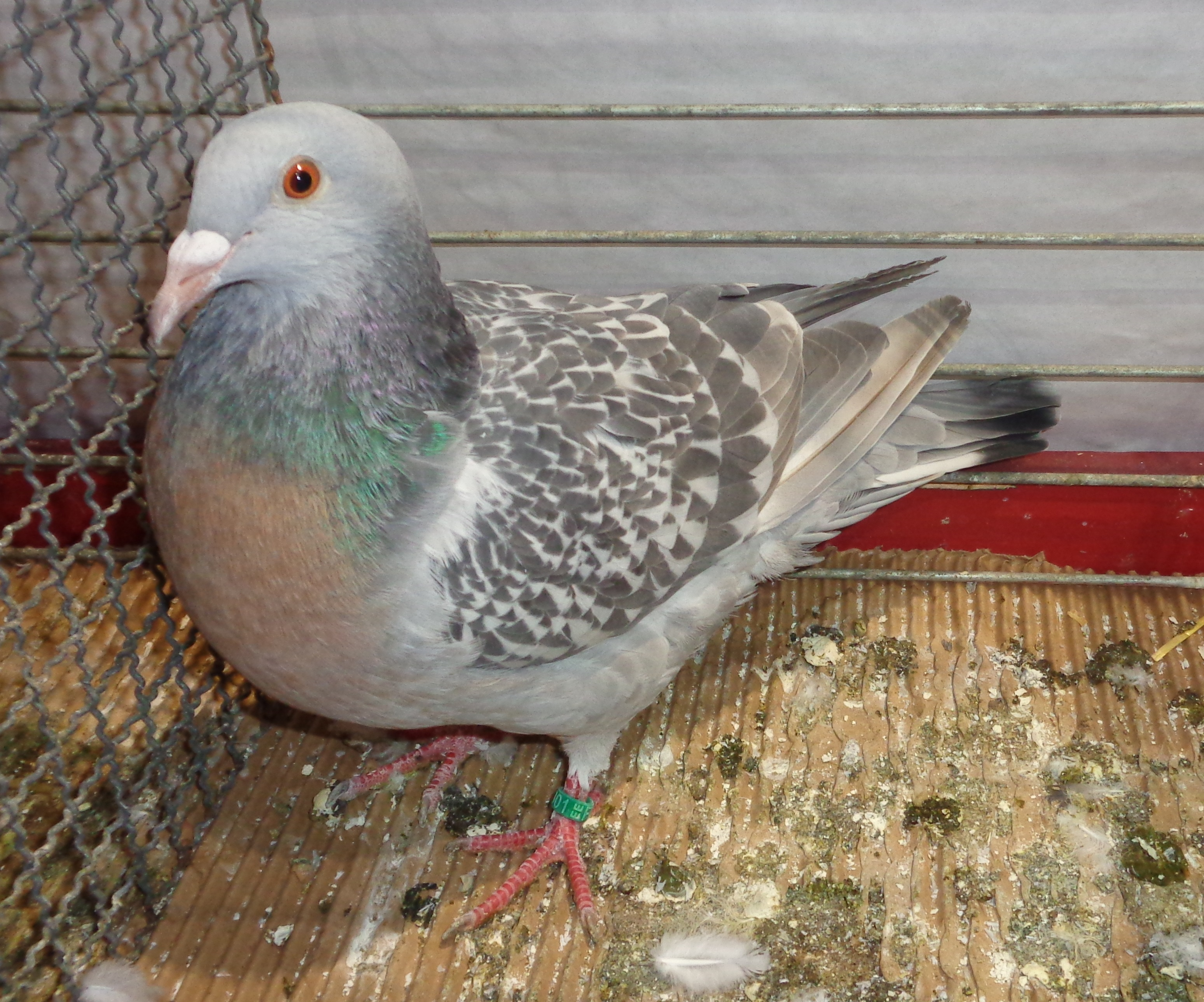
Alouette de Cobourg écaillé
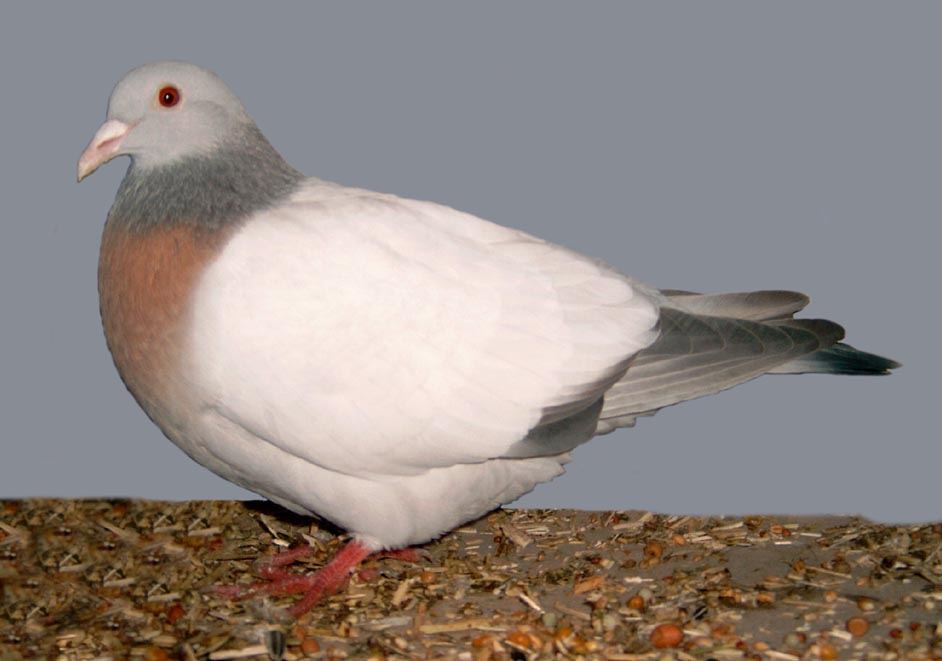
Alouette de Cobourg, variété sans barres.